# جاك غالاغير
جاك غالاغير (بالإنجليزية: Jack Gallagher)‏ هو ملحن أمريكي، ولد في 27 يونيو 1947.

## وصلات خارجية
- جاك غالاغير على موقع ميوزك برينز (الإنجليزية)